# Olivenkraut

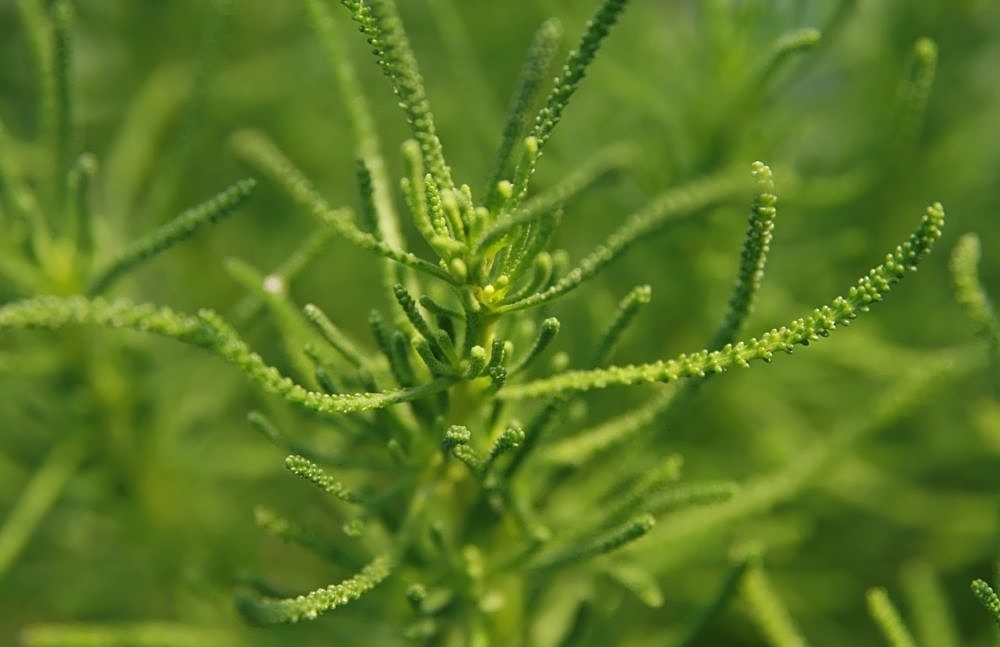
Blätter

Das Olivenkraut oder Grünblättrige, Grüne Heiligenblume (Santolina virens, Syn.: Santolina viridis Willd.) ist eine Pflanzenart in der Familie der Korbblütler.

## Beschreibung
Das Olivenkraut ist ein aromatischer und immergrüner Halbstrauch. Es wird 30 bis 70 Zentimeter hoch, ist drüsig aber nicht klebrig, kahl bis verkahlend, mehr oder weniger strahlend grün. 
Die wechselständigen, kleinen und olivgrünen Laubblätter sind länglich-linealisch mit gezähnten bis kammförmig fiedrigen Rändern. 
5 bis 15 (selten 20) Zentimeter hohe verholzende Hauptstängel tragen (10)15 bis 23(35) Zentimeter hohe, kahle Blütenstandsschäfte mit Ende Frühjahr Blütenkörben mit einem mehrreihigen, kahlen Hüllkelch an den Enden. Es sind nur zwittrige, gelbe Röhrenblüten mit reduziertem Kelch und  Spreuschuppen vorhanden.
Die bräunlichen, 1,5 bis 2,6 Millimeter langen Achänen sind glatt mit vier oder fünf schwach ausgeprägten Rippen und ohne Pappus.

## Vorkommen
Das Olivenkraut kommt im westlichen Europa sowie in der Ukraine und im Transkaukasus vor.
Es wächst auf gestörten Bodenflächen oder Gebüschlichtungen an Flussufern in Höhen von 500 bis 800 Metern.
Die Pflanzen sind winterhart bis −18 Grad Celsius, trockenheitstolerant und stellen nur geringe Anforderungen an die Bodenqualität. Sonnige Standorte mit wasserdurchlässigem Boden werden bevorzugt. Sie können vegetativ über Stecklinge, Absenker oder Wurzelstockteilung vermehrt werden. Stecklinge bewurzeln sehr zuverlässig über einen Zeitraum von 10 bis 14 Tagen; am besten bei 20 bis 22 Grad Celsius. Die Vermehrung über Samen gestaltet sich in kühleren Gegenden schwieriger, da die Pflanze dort nur wenig keimfähige Samen bildet.

## Taxonomie
Die Erstbeschreibung wurde von Philip Miller 1768 in Gard. Dict. ed. 8: n.° 4 veröffentlicht. 
Die Art ist hybridogenen Ursprungs, hat 2n = 18 Chromosomen und wird innerhalb der Gattung der rosmarinifolia-Gruppe zugeordnet, was sich an den Blättern und ihrer Anordnung an den Stängeln zeigt.
Sie unterscheidet sich vom Rosmarinblättrigen Heiligenkraut (Santolina rosmarinifolia), das nur in Spanien und Frankreich vorkommt, unter anderem durch die Blattform, die immer kammförmig-gezähnt ausfällt, mit mindestens 0,8 Millimeter langen Zähnen, während sie bei rosmarinifolia nur teilweise flach gekerbt-gezähnt und meist ganzrandig sind.

## Verwendung
Die Art wird als Zier- und Gewürzpflanze kultiviert. Der Geschmack der Blätter erinnert an eingelegte Oliven.